# Norske Løve (Schiff, 1767)
Die Norske Løve war ein 70-Kanonen-Linienschiff (Zweidecker) der Prins-Frederik-Klasse der dänisch-norwegischen Marine, das von 1767 bis 1798 in Dienst stand.

## Geschichte

### Bau
Das Schiff wurde mit der Baunummer 35 von dem Schiffbaumeister F.M. Krabbe (1725–1796) auf der Orlogsværftet in Nyholm (heute Teil des Kopenhagener Bezirks Christianshavn) als zweites von drei Schiffen seiner Klasse gebaut. Die beiden Schwesterschiffe waren die 1764 vom Stapel gelaufene Prins Frederik und die 1766 vom Stapel gelaufene Dronning Caroline Mathilde, die 1772 in Øresund umbenannt wurde. Die Kiellegung erfolgte im Mai 1764, der Stapellauf am 30. April 1765, und die Indienststellung am 10. Oktober 1767.

### Laufbahn
Das Schiff versah zumeist Wachdienst im Øresund und in anderen dänischen Gewässern, segelte aber auch mehrfach mit der Flotte bei deren Sommermanövern, 1788 sogar als Geschwaderflaggschiff. 1779 erfolgte eine Generalüberholung, wobei auch das Lateinersegel am Besanmast durch ein Gaffelsegel ersetzt wurde. 1789 sicherte das Schiff die dänischen Gewässer während des schwedisch-russischen Kriegs (1788–1790) gegen russische Schiffe.
Ab 1794 lag das inzwischen veraltete Schiff als Reserve in Nyholm. Im Jahre 1795, nach dem großen Stadtbrand von Kopenhagen, wurden Masten und Takelage entfernt und die Hulk wurde als Unterkunft für durch den Brand obdachlos gewordene Menschen genutzt. 1798 wurde das Schiff endgültig ausgemustert.

## Technische Beschreibung
Die Norske Løve war als Batterieschiff mit zwei durchgehenden Geschützdecks konzipiert und hatte eine Länge von 52,45 Metern (Geschützdeck), eine Breite von 14,13 Metern und einen Tiefgang von 6,28 Metern. Sie war ein Rahsegler mit drei Masten (Fockmast, Großmast und Kreuzmast) und verfügte über eine Besatzungsstärke von 667 Mann. Die Bewaffnung bestand bei Indienststellung aus 70 Kanonen.
|        | Unteres Batteriedeck | Oberes Batteriedeck | Backdeck       | Achterdeck     | Kanonen (Geschossgewicht) |
| ------ | -------------------- | ------------------- | -------------- | -------------- | ------------------------- |
| Design | 26 × 24-Pfünder      | 26 × 18-Pfünder     | 18 × 8-Pfünder | 18 × 8-Pfünder | 70 Kanonen (308,88 kg)    |